# Observatorio Ford
El Observatorio Clinton B. Ford (Wrightwood) es un observatorio astronómico que está asociado históricamente con la Asociación Americana de Observadores de Estrellas Variables (AAVSO). El observatorio está situado cerca de la frontera del Bosque Nacional de los Ángeles y del Bosque Nacional de San Bernardino, cerca de Wrightwood, California (Estados Unidos). Fue fundado por el difunto astrónomo Clinton B. Ford.
En 2012, el Observatorio Clinton B. Ford fue donado a la Sociedad Astronómica de Los Ángeles (LAAS).